# Bernd Jörs
Bernd Jörs (* 6. Mai 1955 in Schneeberg)
ist ein deutscher Wirtschaftswissenschaftler, Autor und Professor der Informationswissenschaft, insb. Informationswirtschaft mit den Schwerpunkten Online-Marketing, E-Commerce, Social Media und Methodik des Data Science an der Hochschule Darmstadt.

## Akademische Laufbahn
Jörs studierte von 1976 bis 1980 Betriebswirtschaftslehre (Abschluss: Diplom-Kaufmann) mit den Schwerpunkten Operations Research, Marketing und Wirtschaftsgeographie an der Johann Wolfgang Goethe-Universität Frankfurt am Main und promovierte 1982 ebenso an dieser Universität zum Dr. rer. pol. Von 1981 bis 1986 war Jörs im Informationsmanagement und Vorstandssekretariat für die damalige Metallgesellschaft AG in Frankfurt am Main tätig. Zudem war Jörs 1985 bis 1986 Stipendiat der Deutschen Forschungsgemeinschaft (DFG). Ab 1987 bis 1999 wurde Jörs auf eine Professur für Wirtschaftswissenschaften, Schwerpunkt Operations Research, Logistik und Wirtschaftsinformatik an der Hochschule des Bundes für öffentliche Verwaltung berufen.
Seit 2000 ist Jörs an der Hochschule Darmstadt, Fachbereich Media am Mediencampus Dieburg beschäftigt. Zunächst war Jörs im Fachbereich Wirtschaft beschäftigt und wechselte dann zum Studiengang Informationswissenschaften des neuen Fachbereichs Media. Als Gastdozent war er unter anderem für die Frankfurt School of Finance & Management tätig. Seit 2017 ist er Leiter des Steinbeis-Transferzentrums Online Marketing Engineering & Business Analytics.

## Auszeichnungen
- Stipendiat der Deutschen Forschungsgemeinschaft (DFG-Award)
- UNICUM Professor des Jahres 2006: Top-10-Platzierung in der Kategorie Wirtschaftswissenschaften und Jura[3]
- UNICUM Professor des Jahres 2011: Platz 2 in der Kategorie Geistes-, Gesellschafts- und Kulturwissenschaften[4]
- UNICUM Professor des Jahres 2016: Platz 1 in der Kategorie Geistes-, Gesellschafts- und Kulturwissenschaften[5][6]
- Aufnahme in das Marquis Who’s Who in the World (26th Edition 2009)

## Werke
- Zukunft und Relaunch des Hochschullehrerberufs: Ein Plädoyer für mehr Leidenschaft in der und für die Hochschullehre im Rahmen einer 'studierendenzentrierten Hochschullehre', Verlag Steinbeis-Edition, Stuttgart (November, 2017)
- Zukunft der Hochschule: Gegen die Entfremdungstendenzen (2018). In: Dittler U., Kreidl C. (eds) Hochschule der Zukunft. Springer VS, Wiesbaden. doi:10.1007/978-3-658-20403-7_13
- Der Pyramiden-Effekt in: WiSt – Wirtschaftswissenschaftliches Studium, Seite 91 - 96, Jahrgang 31 (2002), Heft 2, ISSN print: 0340-1650, doi:10.15358/0340-1650-2002-2-91
- Die Dringlichkeit von Reformen in der Aus- und Weiterbildung hat sich noch einmal beschleunigt. Algorithmen: Ersetzung oder Ergänzung der InfoPros? Teil 1; in: Open Password, Nr. 422, 20. August 2018.
- Die Dringlichkeit von Reformen in der Aus- und Weiterbildung hat sich noch einmal beschleunigt. Algorithmen: Ersetzung oder Ergänzung der InfoPros? Was wird aus der Competitive Intelligence? Die Kanzleien und ihre InfoPros im Belagerungszustand. Teil 2; in: Open Password, Nr. 429, 30. August 2018.
- Die Dringlichkeit von Reformen in der Aus- und Weiterbildung hat sich noch einmal beschleunigt. Was die Studierenden der Informationswissenschaft an Zukunftsfähigem lernen. Und was in der Informationswissenschaft alles nicht geht. Teil 3; in: Open Password, Nr. 442, 24. September 2018.
- Die Dringlichkeit von Reformen in der Aus- und Weiterbildung hat sich noch einmal beschleunigt. Was die Information Professionals in Aus- und Weiterbildung benötigen Überleben in der Aufmerksamkeitsökonomie; Teil 4; in: Open Password, Nr. 455, 19. Oktober 2018.
- Die Dringlichkeit von Reformen in der Aus- und Weiterbildung hat sich noch einmal beschleunigt. Höhenflug der Informatik, aber Hochschulen und Informationswissenschaft in existenzieller Krise; Ausbildung und Weiterbildung von InfoPros: Eine Success Story; Teil 5; in: Open Password, Nr. 458, 24. Oktober 2018.
- Zukunft der Arbeit: „Mittelmäßigkeit ist nicht mehr gefragt“. In: com!professional Fachzeitschrift für IT-Entscheider, Business & IT, 3/2019, S. 28–30.